# Naso reticulatus
Naso reticulatus är en fiskart som beskrevs av Randall 2001. Naso reticulatus ingår i släktet Naso och familjen Acanthuridae. IUCN kategoriserar arten globalt som otillräckligt studerad. Inga underarter finns listade i Catalogue of Life.